# 하이메 아요비
하이메 하비에르 아요비 코로소(스페인어: Jaime Javier Ayoví Corozo, 1988년 2월 21일 ~ )는 에콰도르의 축구 선수로 포지션은 공격수이다. 현재 TFF 1. 리그의 겐츨레르비를리이 소속으로 뛰고 있다.

## 클럽 경력

### 에멜레크
아요비는 하부 리그 클럽인 팔라딘 "S"에서 축구를 시작했다. 2006년, 그의 사촌형 왈테르 아요비는 에멜레크 트라이얼을 추천했다. 그는 트라이얼에 참가했고, 충분히 인상적인 능력으로 눈도장을 찍은 그는 불과 18세의 나이에 클럽과 4년짜리 계약을 맺었다.
그는 신장과 몸집에도 불구하고, 처음 맡은 포지션이 중앙 공격수보단 자유 공격수나 윙어였는데, 그는 공 다루는 솜씨가 좋고 민첩하였으며, 중앙쪽 돌파를 꺼렸으나, 공간이 더 넓은 측면을 선호한 데에 있었다.
2009년, 그는 1부 리그 클럽 만타로 이적해 더 많은 출전 기회와 경험을 잡았다. 그는 에콰도르 리그에 32경기 출전해 7골을 넣기도 했으나, 에멜레크는 또다시 그를 임대할 계획을 세웠으나, 아요비의 영상을 본 호르헤 삼파올리 신임 감독은 2010 시즌에 잔류를 요청했고, 아르헨티나 에르난 페이로네의 교체 요원이 되었다.
2010 시즌에 들어, 아요비는 예상보다 더 많은 출전 기회를 받게 되었는데, 결국 그는 페이로네를 벤치로 보내고 스스로 주전 공격수가 되었다. 아요비는 이에 만족치 않고 팀을 위해 인상적인 득점을 하기 시작했는데, 이는 에멜레크가 2010 에콰도르 대회 전반에 우승을 하는데 중요한 역할을 맡았고, 2010년 12월에 열리는 결선에 진출하도록 도왔다.

### 톨루카
2010 에콰도르 시즌 종료 후, 하이메는 멕시코 클럽 톨루카에 3년 계약으로 합류하는 것으로 합의를 봤다. 그는 두 번째로 출전한 경기인 치아파스전에서 첫 골을 성공시켰다. 2월 13일, 그는 5-0으로 대승한 케레타로와의 중요한 원정 경기에서 한골을 추가했다. 그는 2-3으로 홈에서 진 네카사 전에도 1골을 추가했다. 3월 13일, 아요비는 산토스 라구나전에서 인상적인 헤딩골을 성공시켰는데, 이는 경기 시작 1분도 안되어 나왔다. 그의 마지막 톨루카 경기는 4월 3일자로, 원맨쇼로 몬테레이와의 경기에서 1-1로 비기도록 했다.

### 파추카
단 반시즌 만에, 아요비는 파추카 감독에 인상을 심었고, 그 결과 그는 파추카로 이적하였다. 그의 파추카 1호골은 6월 30일, 2-2로 비긴 푸에블라전에서 나왔다. 그는 크루스 아술, 에스투디안테 테코스, 그리고 아틀란테전에서 3골을 더 추가하는데 그쳤다. 2012 클라우수라에서도 비슷한 행보를 이어갔고, 푸에블라, 크루스 아술, 케레타로, 그리고 과달라하라전에서의 득점, 총 4번에 그쳤다. 파추카에서의 부진으로, 그는 사우디아라비아 프리미어리그 클럽 알 나스르로 임대되었다.

### 알 나스르 임대
하이메 아요비는 알 나스르로 비공개 이적료에 임대되었고, 사우디아라비아 프리미어리그 시즌 종료 때까지 머물 것으로 보였다. 9월 29일, 아요비는 3-1로 이긴 알 와다전에서 알 나스를 1호골을 성공시키며, 3-1 승리에 일조했다. 그는 알 나스르 소속으로 7번 더 득점하였는데, 이 중 알 파이살리 전과 알 타아원 전, 두 차례의 경기에서는 멀티골을 기록하며, 각각 2-1, 3-2로 이겼다. 그의 사우디아라비아 프리미어리그 시즌은 중상으로 8달간 결장하게 되면서 짧은 시일내에 끝났다. 그는 알 나스르에서의 시즌을 15경기 출전 8골로 마쳤다.

### 티후아나
북 멕시코 축구 클럽 홀로스 데 티후아나는 하이메 아요비를 영입했는데, 조항에는 부상으로 잃은 기량을 회복할 목적으로 그를 에콰도르 거함인 LDU 키토로 한 시즌간 임대되는 것이 포함되었다.

### LDU 키토 임대
하이메 아요비는 LDU 키토로 한 시즌 임대되어 11번 유니폼을 입었다. 8월 17일, 아요비는 2-2로 비긴 인데펜디엔테 델 바예와의 홈경기에서 첫 골을 넣어 2-2 무승부로 경기를 끝냈다. 9월 22일, 하이메는 마카라와의 홈경기에서 3호골을 득점해 1-1로 패배를 막았다. 10월 3일, 그는 1-1로 비긴 데포르티보 키토와의 홈 경기에서 1골을 더 추가했다. 10월 27일, 하이메는 LDU 로하와의 홈경기에서 시즌 5호골을 득점했고, LDU 키토는 이 경기에서 2-1로 이겼다. 11월 10일, 아요비는 데포르티보 케베도와의 홈경기에서 또다시 멀티골을 넣어 3-1 승리를 견인했다.

### 티후아나 복귀
2014년 3월 7일, 아요비는 2-0으로 이긴 과달라하라와의 홈경기에서 첫 티후아나 골을 성공시켰다. 2014년 7월 17일, 아요비는 클럽의 향후 계획에서 제외된 것이 확인되었다.

### 고도이 크루스 임대
2014년 8월 14일, 아요비는 고도이 크루스로 6개월 임대되는 것이 확정되었다.

## 국가대표팀 경력
아요비는 에콰도르 국가대표팀 신임 감독으로 취임한 콜롬비아인 레이날도 루에다 감독의 부름을 받아 과달라하라에서 열릴 2010년 9월 4일, 멕시코전에 차출되었으며, 결국 출전해 팀의 두번째 골을 올려 2-1 승리에 일조했다.
그는 에콰도르 평론가들로부터 2011년 코파 아메리카와 2014년 FIFA 월드컵 예선전의 공격 부문 최고 기대주로 손꼽혔다.

### 국가대표팀 득점 기록
| #  | 날짜             | 경기장                                       | 상대       | 점수 | 결과 | 대회                      |
| -- | ---------------- | -------------------------------------------- | ---------- | ---- | ---- | ------------------------- |
| 1. | 2010년 9월 4일   | 에스타디오 옴니라이프, 사포판, 멕시코        | 멕시코     | 2-1  | 2-1  | 친선경기                  |
| 2. | 2011년 9월 2일   | 에스타디오 올림피코 아타왈파, 키토, 에콰도르 | 자메이카   | 1-0  | 5-2  | 친선경기                  |
| 3. | 2011년 9월 6일   | 에스타디오 올림피코 아타왈파, 키토, 에콰도르 | 코스타리카 | 2-0  | 4-0  | 친선경기                  |
| 4. | 2011년 10월 7일  | 에스타디오 올림피코 아타왈파, 키토, 에콰도르 | 베네수엘라 | 1-0  | 2-0  | 2014년 FIFA 월드컵 예선전 |
| 5. | 2011년 10월 12일 | 레드불 아레나, 해리슨, 뉴저지, 미국          | 미국       | 1-0  | 1-0  | 친선경기                  |
| 6. | 2012년 2월 29일  | 에스타디오 조지 캡웰, 과야킬, 에콰도르       | 온두라스   | 1-0  | 2-0  | 친선경기                  |
| 7. | 2012년 2월 29일  | 에스타디오 조지 캡웰, 과야킬, 에콰도르       | 온두라스   | 2-0  | 2-0  | 친선경기                  |
| 8. | 2012년 8월 15일  | 시티 필드, 뉴욕 시, 미국                     | 칠레       | 2-0  | 3-0  | 친선경기                  |
| 9. | 2013년 11월 19일 | BBVA 컴패스 스타디움, 휴스턴, 텍사스, 미국   | 온두라스   | 1-0  | 2-2  | 친선경기                  |

## 수상
개인
- 에콰도르 세리에 A 최우수 선수: 2010